# Nilesat 102
Nilesat 102 ist ein ehemaliger Fernsehsatellit der 1996 gegründeten Egyptian Satellite Co. (Nilesat). Er wurde am 17. August 2000 vom Weltraumbahnhof Kourou in Französisch-Guayana ins All befördert und im Juni 2018 in einen Friedhofsorbit verlegt.

## Empfang
Der Satellit konnte in Nordafrika und Südeuropa empfangen werden, in Deutschland ab ca. 90 cm Antennendurchmesser. Die Übertragung erfolgte im Ku-Band.